# 德格費爾特山
66°58′S 51°1′E / 66.967°S 51.017°E
德格費爾特山是南極洲的山峰，位於恩德比地，屬於圖拉山脈的一部分，處於斯托勒山以南6公里，該山峰根據澳大利亞探險隊的空中照片被繪入地圖。